# Споменик у Бунушком Чифлуку
Споменик у Бунушком Чифлуку је подигнут палим борцима у ослободилачким ратовима 1912-1918. и 1941-1945.

Ратници, слободари 
ко један винусте се сунцу 
да слободи поколења 

пламен вечити будете.
МО СУБНОР-а б.Ћифлук
Аутор вајар Ђорђе Васић, откривен 1979. године.